# Ilco van der Linde

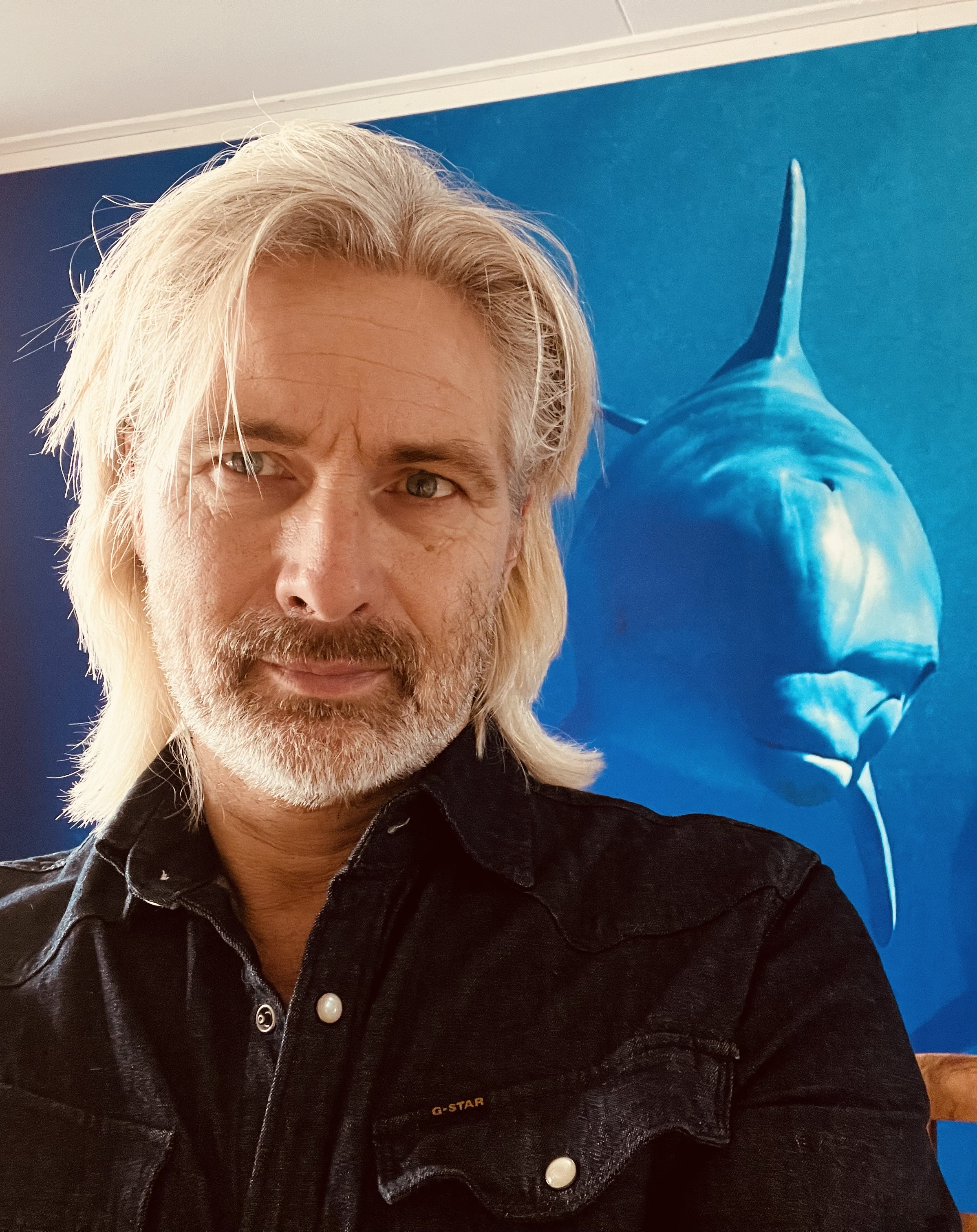
Ilco van der Linde, 2024

Ilco van der Linde (Haarlem, 7 december 1963) is een Nederlands sociaal ondernemer die zich bezighoudt met het organiseren van nationale en internationale campagnes en bewegingen voor verschillende maatschappelijke doelen. Hij begon op zijn vijftiende met Bevrijdingspop in Haarlem. Van 1989 tot 1995 was hij in opdracht van het Nationaal Comité 4 en 5 mei organisator van bevrijdingsfestivals in heel Nederland. Hij organiseerde van 1995 tot en met 2001 voor het Nationaal Comité 4 en 5 mei ook het Nationale Bevrijdingsconcert voor Koninklijk Theater Carré op de Amstel in Amsterdam.

## Initiatieven
Van der Linde werd in 2002 medeoprichter en internationaal directeur van dance4life. Hij begon in 2009 samen met Mohamed Helmy (voormalig directeur van dance4life in Egypte) met MasterPeace, een initiatief dat in 45 landen – waaronder vooral fragiele staten – jongeren betrekt bij het voorkomen van nieuwe gewapende conflicten. Ieder jaar treden wereldwijd op de Internationale Dag van de Vrede, op 21 september, tientallen artiesten op die bijdragen aan de verdere groei van deze beweging. MasterPeace werd voor het eerst gepresenteerd op Bevrijdingspop in Haarlem, op 5 mei 2010. De officiële lancering was op 21 september 2011. Het doel was om in 2020 in zo'n 100 landen ruim 100.000 'Nelsons' (brengers van verandering en vrede) aan de slag te hebben. 
Van der Linde had in 2013 het winnende idee in een door de gemeente Amsterdam uitgeschreven prijsvraag voor de voormalige havenmeester-woning aan de Sixhaven, aan het IJ in Amsterdam Noord. Zijn suggestie: herberg 'het Mandelahuisje' waar verbinding wordt gevierd, gevoed en hersteld. Sinds juli 2015 worden Amsterdammers hier in 'De Verzoenkamer' gratis geholpen met conflictbemiddeling/mediation. Wereldverbeteraars, activisten, kunstenaars en sociale ondernemers worden in 'De Droomfabriek' bijgestaan in het realiseren of professionaliseren van initiatieven. Non-profitorganisaties kunnen terecht voor het organiseren van brainstorms, op 'Het Zomerterras' kunnen mensen drinken en eten, in de 'Romantische Suite' kunnen mensen overnachten en het Mandelahuisje is ook een officiële trouwlocatie van de gemeente Amsterdam. 
Van der Linde is initiatiefnemer van de Respect-beweging, om Nederlanders te betrekken bij het beschermen, herwaarderen en concretiseren van respect als verbindende waarde voor de samenleving. Middels Respect werken doeners en denkers aan dialoogsessies, evenementen, campagnes en een Manifest voor een Respect-samenleving, aldus de filosofie.
In 2015 werd door uitgeverij Lemniscaat het eerste boek van Van der Linde gepubliceerd: Be a Nelson. Het boek beschrijft de ervaringen bij het opzetten van projecten als de Bevrijdingsfestivals, dance4life, MasterPeace en het Mandelahuisje. Daarnaast hebben journalisten van Radio Netherlands Worldwide 23 portretten geschreven van 'Nelsons' die in deze projecten werken.
Van der Linde was ook betrokken bij de organisatie van een bevrijdingsconcert op het strand van Normandie. In 2019 schrijft het NRC over de mislukte organisatie van dit evenement, waarbij een budget van 1,3 miljoen euro subsidiegeld van het Nationaal Fonds voor Vrede, Vrijheid en Veteranenzorg is verdwenen. Bij onderzoek in 2022, uitgevoerd door curator/advocaat Blauw Tekstra Uding NV, is geen misbruik van middelen door Van der Linde vastgesteld. 
In 2022 is door Van der Linde het project OceanLove opgestart, om wereldwijd meer mensen te betrekken bij het beschermen van de oceanen. Publicaties, sociale mediakanalen, een jaarlijkse ‘OceanLove Innovation Award’ en een ‘community van ocean lovers’ richten meer aandacht op de oceanen. OceanLove wordt uitgevoerd door een internationaal team van vrijwilligers. Van der Linde is een door PADI gecertificeerde Dive Master. 
Sinds 2023 is Van der Linde ook vaste columnist voor het tweemaandelijkse magazine The Optimist. 

## Persoonlijk
Van der Linde is getrouwd met Farah van Bommel en heeft drie kinderen (Bloem, Chaia, Dunya) en bonusdochter Lila.

## Erkenningen
- Zilveren eremedaille van verdienste – Gemeente Haarlem, april 2010.
- ID Award – Most innovative idea of the year – Big Improvement Day, januari 2011.
- New Hero – Management Center De Baak, januari 2013.
- Top 100 of Next Century Innovators – Rockefeller Foundation (USA), maart 2013.
- Certificate of Honor – United Nations Correspondents Association (UNCA), uitgereikt door VN Secretaris Generaal Ban Ki-moon.
- Doener des Vaderlands – officieuze erkenning door Denker des Vaderlands, Professor Hans Achterhuis, september 2014.
- Luxembourg Peace Prize – Global Peace Forum, Luxemburg, oktober 2015.
- Officier in de Orde van Oranje-Nassau, april 2017.[3]